# Miroslav Kalousek
Miroslav Kalousek, né le 17 décembre 1960 à Tábor, est un homme politique tchèque, président de l'Union chrétienne démocrate - Parti populaire tchécoslovaque (KDU-ČSL) de 2003 à 2006 et de TOP 09 de 2015 à 2017.

## Biographie

### Formation
Kalousek a étudié la chimie dans une université pragoise.

### Carrière professionnelle
À partir de 1990, il travaille dans la fonction publique. Il obtient sa plus haute position au ministère de la Défense, où il est chargé du budget de 1993 à 1998. Pendant cette période, l'armée connaît plusieurs scandales liés à la corruption. Mis en cause, il n'a pourtant jamais été officiellement accusé ou jugé. Il nie alors toute corruption et assure qu'en cette période de transformation de l'armée, les erreurs étaient inévitables.

### Carrière politique

#### Député
Il est élu député à la Sněmovna en 1998, et réélu en 2002. Il prend alors la présidence de la commission du Budget de la chambre basse tchèque, mais démissionne de cette fonction le 17 mars 2005 en raison d'une procédure judiciaire lancée contre son épouse, accusée de ne pas avoir versé les droits de succession d'un héritage qu'elle a perçu.

#### Président de KDU-ČSL
Après cette affaire, Kalousek est contraint de se battre pour sa position dans son parti. Attaqué par les dirigeants du parti, il parvient tout de même à regagner progressivement son influence. En 2003, il est élu dirigeant du KDU-ČSL. Le parti est alors en déclin et Kalousek est considéré comme une personne réfléchie, apte à résoudre les problèmes du parti.
Les élections parlementaires de 2006 n'accordent la majorité à aucune coalition pour former un gouvernement. Jusqu'en janvier 2007, de nombreuses alternatives sont négociées en vain.
Le 24 août 2006, Kalousek accepte une proposition de Jiří Paroubek de négocier un gouvernement minoritaire constitué du KDU-ČSL et des Sociaux-démocrates, toléré par les communistes. La direction du parti ne présente aucune objection.
Une telle alternative est en contradiction avec les promesses pré-électorales, les voix anticommunistes, la position anti-communiste du parti et son électorat,. Elle est également en parfaite contradiction avec l'attitude passée de Kalousek vis-à-vis du Parti communiste et des membres présents ou anciens : il s'était par exemple en 2004 opposé à la désignation de Pavel Telička comme commissaire européen en raison d'une brève appartenance de ce dernier au KSC (parti communiste tchécoslovaque) à la fin des années 80, déclarant notamment: « Telička est déplaisant par son carriérisme pendant la normalisation des années 80. Le nommer revient à indiquer aux citoyens que cela vaut le coup de retourner sa veste ». 
Le 25 août 2006, les membres de KDU-ČSL, les organisations régionales et les parlementaires protestent massivement. L'antenne du parti à Brno (la plus grosse antenne régionale) rejette cette proposition et demande la démission de Kalousek et de la direction du KDU-ČSL. Quelques parlementaires déclarent qu'ils ne soutiendront pas un tel gouvernement.
Le soir de la même journée, Kalousek démissionne de la présidence du KDU-ČSL. Dans le cadre de l'accord de coalition entre ce parti et l'ODS de Mirek Topolanek, parti ayant obtenu le plus de sièges aux élections, il est nommé ministre des Finances dans le gouvernement investi par la chambre des députés le 19 janvier 2007, fonction qu'il exercera jusqu'au 8 mai 2009.

#### Création et dirigeant de TOP 09
En mai 2009, Kalousek et d'autres membres quittent le KDU-ČSL. En novembre 2009, il fonde avec Karel Schwarzenberg le parti TOP 09, formation libérale-conservatrice et pro-européenne. Au congrès du parti, il est nommé vice-président.
Il est nommé ministre des Finances le 13 juillet 2010. L'indépendant Jan Fischer le remplace le 10 juillet 2013.
Il remplace Karel Schwarzenberg à la présidence de TOP 09 en 2015. Jiří Pospíšil lui succède en 2017.
En janvier 2021, il annonce qu'il ne renouvèlera pas son mandat de député lors des élections législatives d'octobre 2021 et quitte même son poste quelques jours plus tard.

## Référence
1. ↑  "Vedení KDU-ČSL za Kalouskem nestálo, ale neřeklo to", novinky.cz, 28 août, 2006
2. ↑   name="Lidovci">Lidovci v krajích žádají rezignaci vedení strany, ČeskéNoviny.cz, ČTK, le 25 août 2006
3. ↑  KDU-ČSL ukončila jednání s ČSSD, Kalousek rezignuje, ČeskéNoviny.cz, ČTK, le 25 août 2006
4. ↑  Antikomunismus - u lidovcu minulost? - Politika - Domaci - Aktualne.cz